# Helina brunneipalpis
Helina brunneipalpis este o specie de muște din genul Helina, familia Muscidae, descrisă de Ma, Wang și Sun în anul 1992.
Este endemică în Qinghai. Conform Catalogue of Life specia Helina brunneipalpis nu are subspecii cunoscute.